# Torslanda HK
Torslanda Handbollsklubb (Torslanda HK) är en svensk handbollsklubb från stadsdelen Torslanda i Göteborg, bildad 1941 som Tolereds AIK (TAIK) och ombildad 1996. Till medlemsantalet är klubben en av Sveriges största handbollsklubbar med cirka 800 aktiva spelare och 150 ledare. Klubben har aktiva pojk- och flicklag i alla åldrar från 7 år och uppåt.
Klubben tränar och spelar sina hemmamatcher i Torslandahallen (invigd 1985), en anläggning med tre handbollsplaner och läktare som kan inrymma fler än 1 200 personer.
Damlaget, under en period kallat Bjurslätt/Torslanda HK, har spelat flera säsonger i Allsvenskan liksom herrlaget, kallat HK Torslanda Elit (i Allsvenskan för herrar).

## Historia
Klubben bildades 1941 som Tolereds AIK (TAIK) i stadsdelen Tolered. 1946 spelade klubben sin den första handbollsmatchen. Juniorlaget förlorade mot Gais med 1–15. 1950 vann herrlaget sin första serieseger i klass 4B, efter att ha vunnit samtliga matcher. 1961 avancerade laget till dåvarande division 3. 1971 vann laget serien och fick kvala till division 2 men förlorade mot IK Heim. 1972 vann juniorlaget DM och spelaren Lars-Gunnar Lindgren fick debutera samma år för Sveriges juniorlandslag. Totalt spelade Lindgren nio J-landskamper 1971–1973 och spelade parallellt också fotboll i BK Häcken.
1982 kvalade herrlaget till division 1 men förlorade på målskillnad mot IK Sävehof.
I Svenska Cupen i handboll 1984/1985 slog herrarna i division 2-laget Tolereds AIK ut division 1-lagen BK Heid och IK Sävehof på vägen fram till åttondelsfinal där de ställdes mot allsvenska  IFK Karlskrona. Trots underläge med 17-12 med en kvart kvar att spela kunde Tolereds AIK vända på matchen och vann med uddamålet 19-18. I kvartsfinal tog det dock stopp mot allsvenska HK Drott Halmstad med klara 13-27.
1985 invigdes Torslandahallen av Leif "Loket" Olsson. Innan dess spelade och tränade TAIK handboll på dåvarande Torslandaskolan.
1992 blev A-pojklaget (sedermera Pojkar 16), födda 1975, svenska pojk-mästare genom att vinna pojkallsvenskan.
Den 1 januari 1996 delades Tolereds AIK:s sektioner upp. Handbollssektionen bildade då en självständig förening under namnet HK TAIK.
År 2000 gick herrlaget upp till division 1. Inför säsongen 2001/2002 bytte klubben namn till Torslanda HK.
2003 kvalificerade sig damlaget till division 1.

## Säsongsfacit i urval
| Säsong    | Damlaget               | Herrlaget                           |
| --------- | ---------------------- | ----------------------------------- |
| 2012/2013 |                        | 1:a i Division 3 Västsvenska västra |
| 2013/2014 |                        | 1:a i Division 2 Västra             |
| 2014/2015 |                        | 5:a i Division 1 Södra              |
| 2015/2016 | 10:a i Allsvenskan     | 7:a i Division 1 Södra              |
| 2016/2017 | 7:a i Allsvenskan      | 1:a i Division 1 Södra              |
| 2017/2018 | 3:a i Allsvenskan      | 8:a i Allsvenskan                   |
| 2018/2019 | 12:a i Allsvenskan     | 7:a i Allsvenskan                   |
| 2019/2020 |                        | 12:a i Allsvenskan                  |
| 2020/2021 |                        | 8:a i Allsvenskan                   |
| 2021/2022 |                        | 11:a i Allsvenskan                  |
| 2022/2023 | 2:a i Division 1 Södra | 12:a i Allsvenskan                  |